# Seznam obcí ve Štýrsku
Toto je seznam 286 obcí v rakouské spolkové zemi Štýrsko (2020).

## A
| - Admont - Aflenz - Aich - Aigen im Ennstal | - Albersdorf-Prebuch - Allerheiligen bei Wildon - Altaussee - Altenmarkt bei Sankt Gallen | - Anger - Ardning - Arnfels |

## B
| - Bad Aussee - Bad Blumau - Bad Gleichenberg - Bad Loipersdorf - Bad Mitterndorf | - Bad Radkersburg - Bad Schwanberg - Bad Waltersdorf - Bärnbach - Birkfeld | - Breitenau am Hochlantsch - Bruck an der Mur - Buch-Sankt Magdalena - Burgau |

## D
| - Dechantskirchen - Deutsch Goritz | - Deutschfeistritz - Deutschlandsberg | - Dobl-Zwaring |

## E
| - Ebersdorf - Edelsbach bei Feldbach - Edelschrott | - Eggersdorf bei Graz - Ehrenhausen an der Weinstraße - Eibiswald | - Eichkögl - Eisenerz - Empersdorf |

## F
| - Fehring - Feistritztal - Feldbach - Feldkirchen bei Graz - Fernitz-Mellach | - Fischbach - Fladnitz an der Teichalm - Floing - Fohnsdorf | - Frauental an der Laßnitz - Friedberg - Frohnleiten - Fürstenfeld |

## G
| - Gaal - Gabersdorf - Gaishorn am See - Gamlitz - Gasen - Geistthal-Södingberg - Gersdorf an der Feistritz - Gleinstätten - Gleisdorf | - Gnas - Gössendorf - Grafendorf bei Hartberg - Gralla - Gratkorn - Gratwein-Straßengel - Graz - Greinbach | - Gröbming - Groß Sankt Florian - Großklein - Großsteinbach - Großstübing - Großwilfersdorf - Grundlsee - Gutenberg an der Raabklamm |

## H
| - Hafning bei Trofaiach - Hainersdorf - Hainsdorf im Schwarzautal - Halbenrain - Hart bei Graz - Hartberg | - Hartberg Umgebung - Hartl - Haselsdorf-Tobelbad - Haus - Hausmannstätten - Heiligenkreuz am Waasen | - Heimschuh - Hengsberg - Hirschegg-Pack - Hitzendorf - Hofstätten an der Raab - Hohentauern |

## I, J
| - Ilz - Ilztal | - Irdning-Donnersbachtal | - Jagerberg - Judenburg |

## K
| - Kainach bei Voitsberg - Kainbach bei Graz - Kaindorf - Kalsdorf bei Graz - Kalwang - Kammern im Liesingtal - Kapfenberg | - Kapfenstein - Kindberg - Kirchbach-Zerlach - Kirchberg an der Raab - Kitzeck im Sausal - Klöch - Knittelfeld | - Kobenz - Köflach - Krakau - Kraubath an der Mur - Krieglach - Krottendorf-Gaisfeld - Kumberg |

## L
| - Lafnitz - Landl - Lang - Langegg bei Graz - Langenwang - Lannach | - Lassing - Laßnitzhöhe - Laßnitzthal - Lebring-Sankt Margarethen - Leibnitz - Leoben | - Leutschach an der Weinstraße - Lieboch - Liezen - Ligist - Lobmingtal - Ludersdorf-Wilfersdorf |

## M
| - Maria Lankowitz - Mariazell - Markt Hartmannsdorf - Mautern in Steiermark - Mettersdorf am Saßbach | - Michaelerberg-Pruggern - Miesenbach bei Birkfeld - Mitterberg-Sankt Martin - Mitterdorf an der Raab - Mooskirchen | - Mortantsch - Mühlen - Murau - Mureck - Mürzzuschlag |

## N
| - Naas - Nestelbach bei Graz - Neuberg an der Mürz | - Neudau - Neumarkt in Steiermark | - Niederwölz - Niklasdorf |

## O
| - Obdach - Oberhaag | - Oberwölz | - Öblarn - Ottendorf an der Rittschein |

## P
| - Paldau - Passail - Peggau - Pernegg an der Mur - Pinggau - Pirching am Traubenberg | - Pischelsdorf am Kulm - Pölfing-Brunn - Pöllau - Pöllauberg - Pöls-Oberkurzheim | - Pölstal - Preding - Premstätten - Proleb - Puch bei Weiz - Pusterwald |

## R
| - Raaba-Grambach - Radmer - Ragnitz - Ramsau am Dachstein | - Ranten - Ratten - Rettenegg - Riegersburg | - Rohr bei Hartberg - Rohrbach an der Lafnitz - Rosental an der Kainach - Rottenmann |

## S
| - Sankt Andrä-Höch - Sankt Anna am Aigen - Sankt Barbara im Mürztal - Sankt Bartholomä - Sankt Gallen - Sankt Georgen am Kreischberg - Sankt Georgen an der Stiefing - Sankt Georgen ob Judenburg - Sankt Jakob im Walde - Sankt Johann im Saggautal - Sankt Johann in der Haide - Sankt Josef (Weststeiermark) - Sankt Kathrein am Hauenstein - Sankt Kathrein am Offenegg - Sankt Lambrecht - Sankt Lorenzen am Wechsel - Sankt Lorenzen im Mürztal - Sankt Marein bei Graz - Sankt Marein im Mürztal - Sankt Marein-Feistritz - Sankt Margarethen an der Raab - Sankt Margarethen bei Knittelfeld | - Sankt Martin am Wöllmißberg - Sankt Martin im Sulmtal - Sankt Michael in Obersteiermark - Sankt Nikolai im Sausal - Sankt Oswald bei Plankenwarth - Sankt Peter am Kammersberg - Sankt Peter am Ottersbach - Sankt Peter im Sulmtal - Sankt Peter ob Judenburg - Sankt Peter-Freienstein - Sankt Radegund bei Graz - Sankt Ruprecht an der Raab - Sankt Stefan im Rosental - Sankt Stefan ob Leoben - Sankt Stefan ob Stainz - Sankt Veit in der Südsteiermark - Schäffern - Scheifling - Schladming - Schöder | - Schwarzautal - Seckau - Seiersberg-Pirka - Selzthal - Semriach - Sinabelkirchen - Söchau - Söding-Sankt Johann - Sölk - Spielberg - Spital am Semmering - Stadl-Predlitz - Stainach-Pürgg - Stainz - Stallhofen - Stanz im Mürztal - Stattegg - Stiwoll - Straden - Strallegg - Straß in Steiermark - Stubenberg |

## T
| - Teufenbach-Katsch - Thal - Thannhausen - Thörl | - Tieschen - Tillmitsch - Traboch - Tragöß | - Trieben - Trofaiach - Turnau |

## U, V
| - Übelbach - Unterlamm - Unzmarkt-Frauenburg | - Vasoldsberg - Voitsberg | - Vorau - Vordernberg |

## W, Z
| - Wagna - Wald am Schoberpaß - Waldbach-Mönichwald - Weinitzen - Weißenbach an der Enns - Weißenbach bei Liezen - Weißkirchen in Steiermark - Weiz | - Wenigzell - Werndorf - Wettmannstätten - Wies - Wildalpen - Wildon - Wörschach - Wundschuh | - Zeltweg |